# جرج پیتر الکساندر هیلی
جرج پیتر الگزاندر هیلی (به انگلیسی: George Peter Alexander Healy) یک نقاش آمریکایی، متولد بوستون، ماساچوست بود. نقاشی‌های او به دلیل به تصویر کشیدن رئیس جمهورها و دولتمردان آمریکایی شهرت دارند.

## نگارخانه

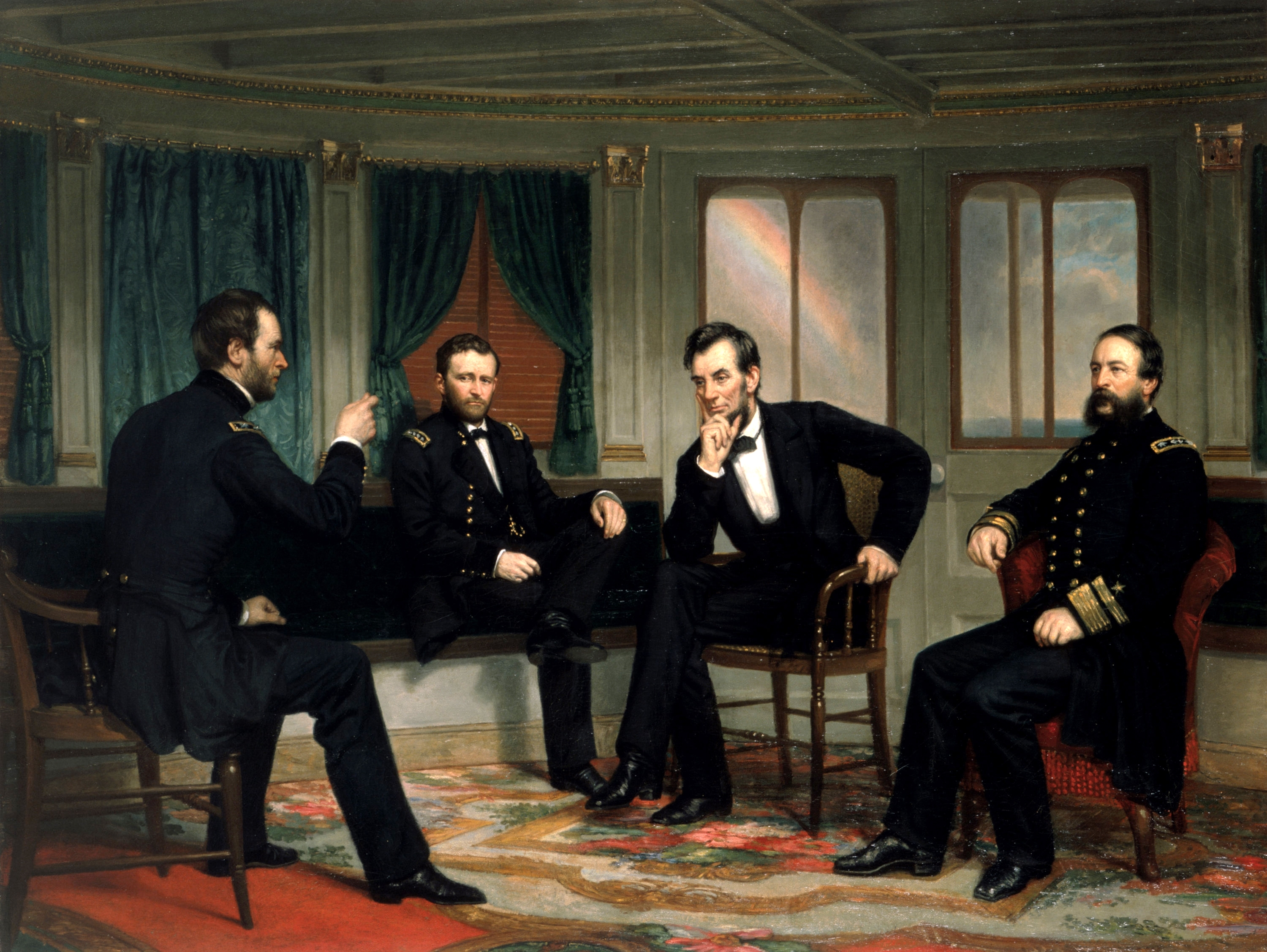
آبراهام لینکلن، ژنرال گرانت و ادمیرال پورتر در حال شنیدن اظهارات ژنرال شرمن. کاخ سفید
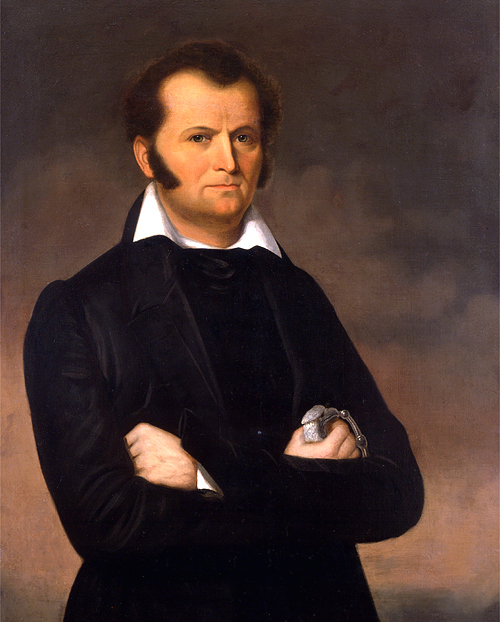
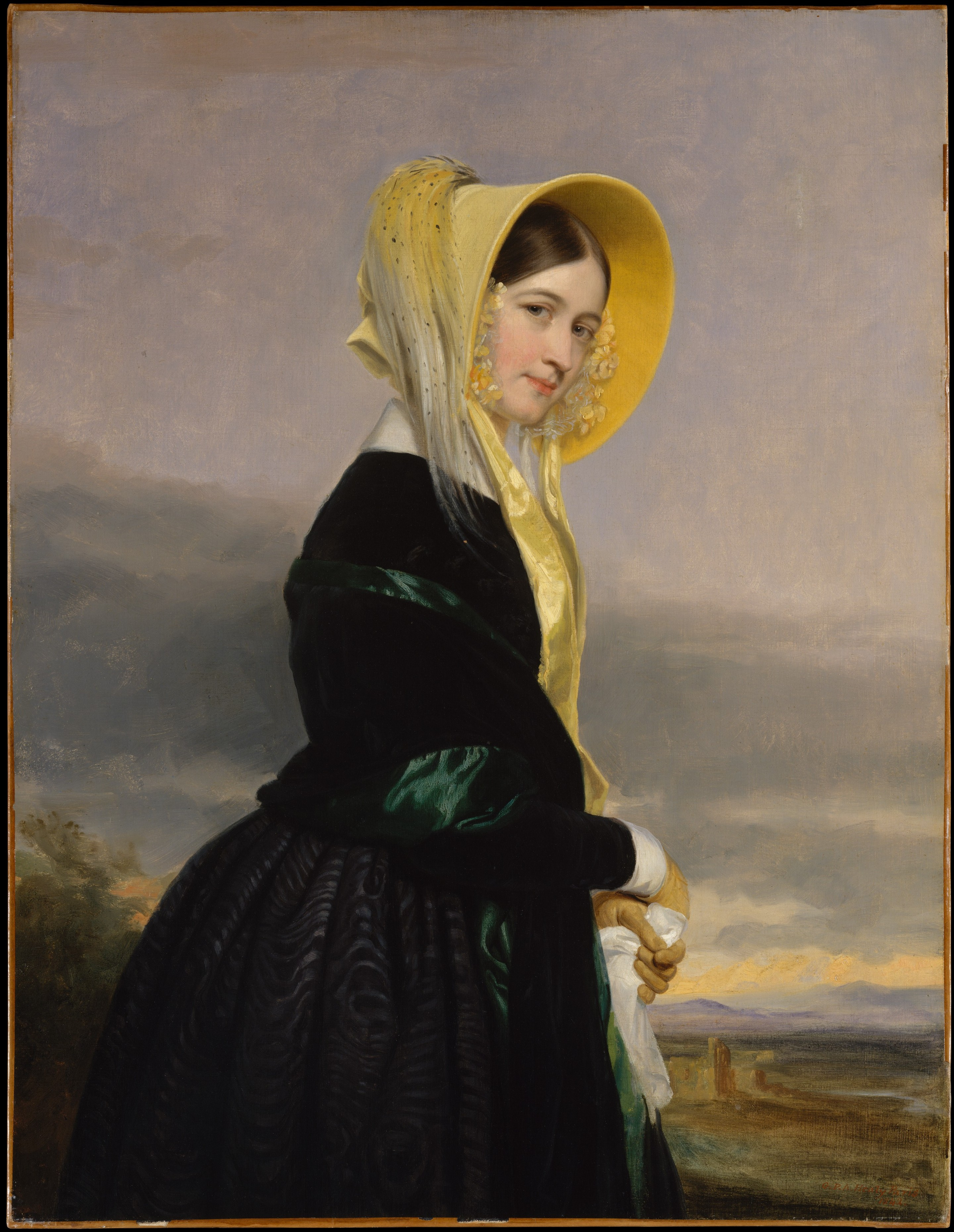
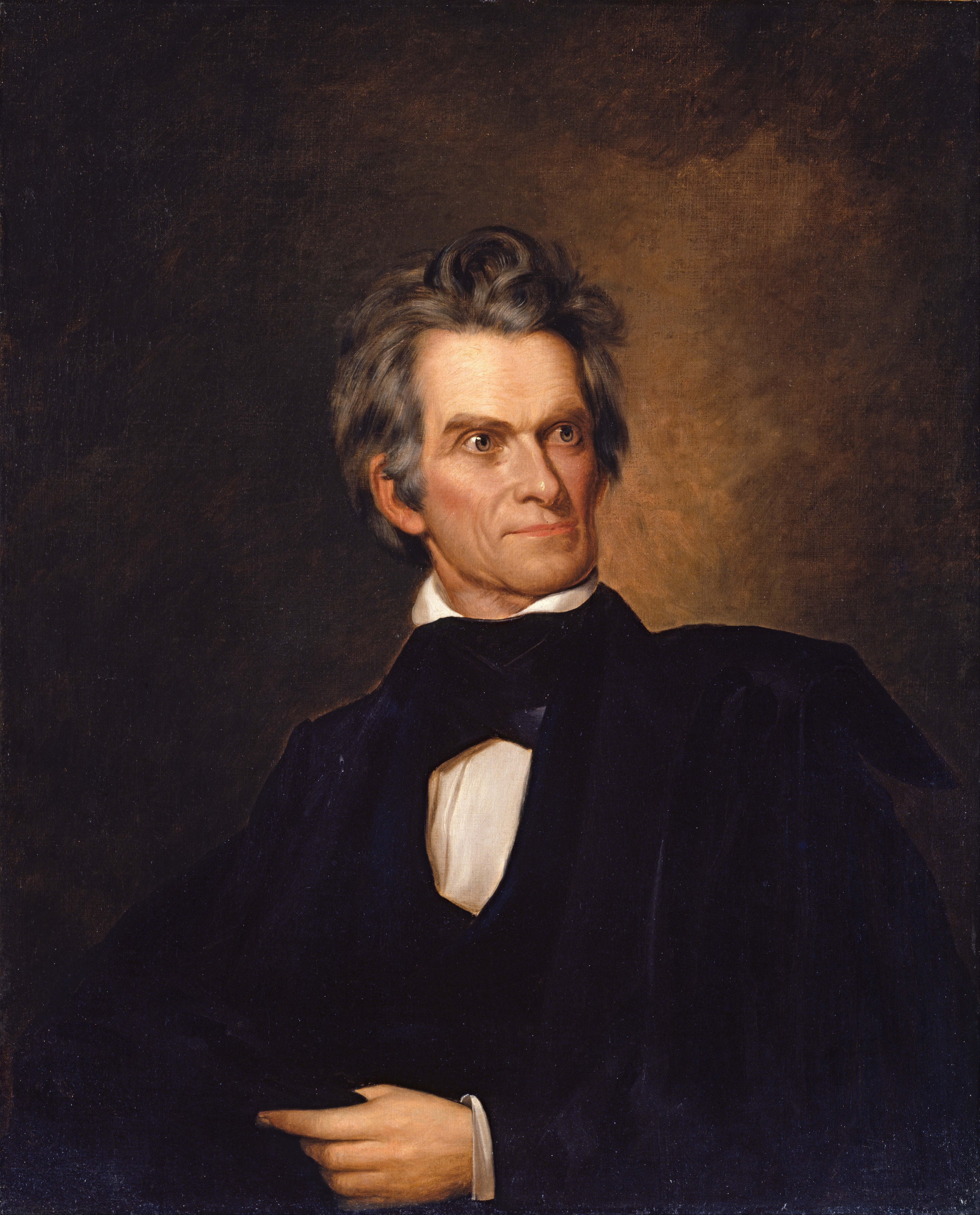
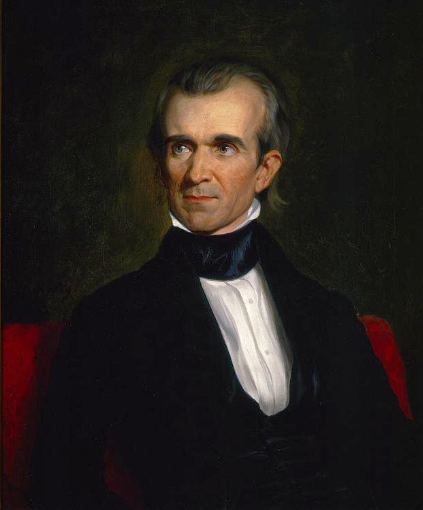
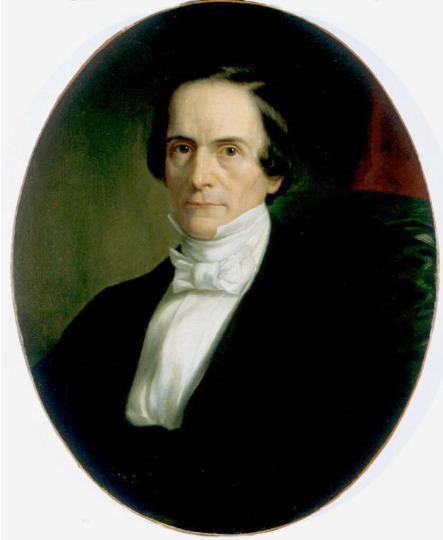
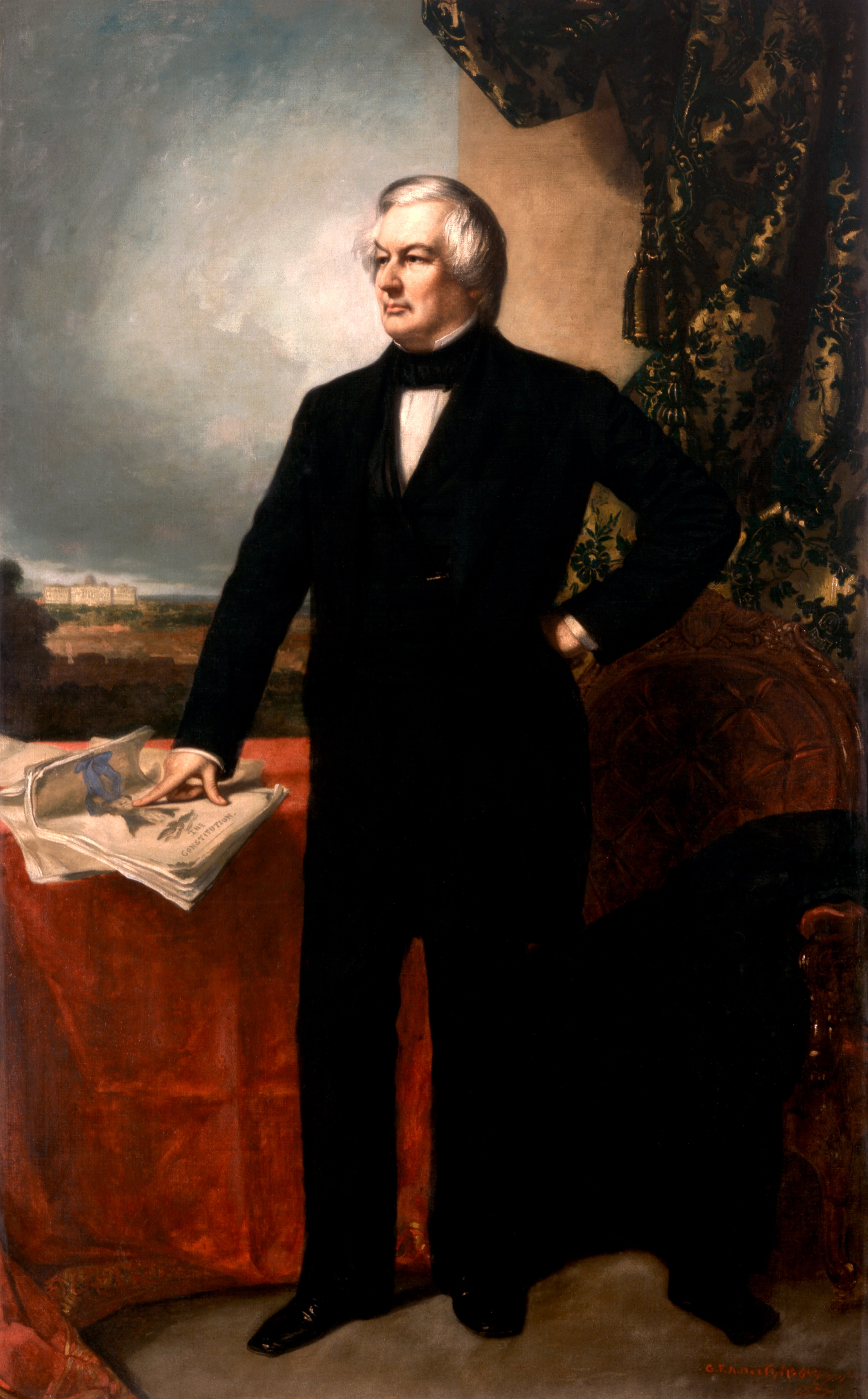
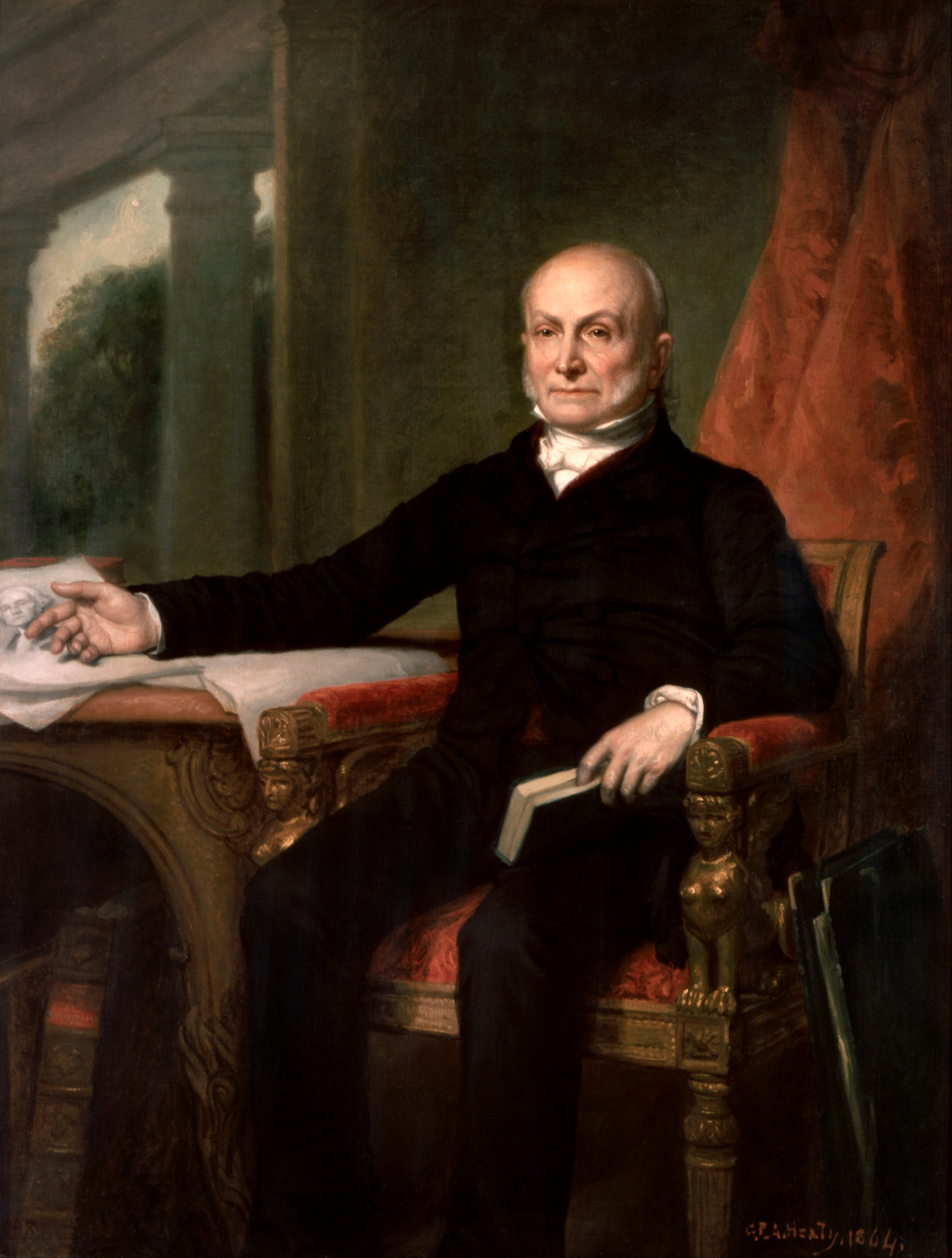
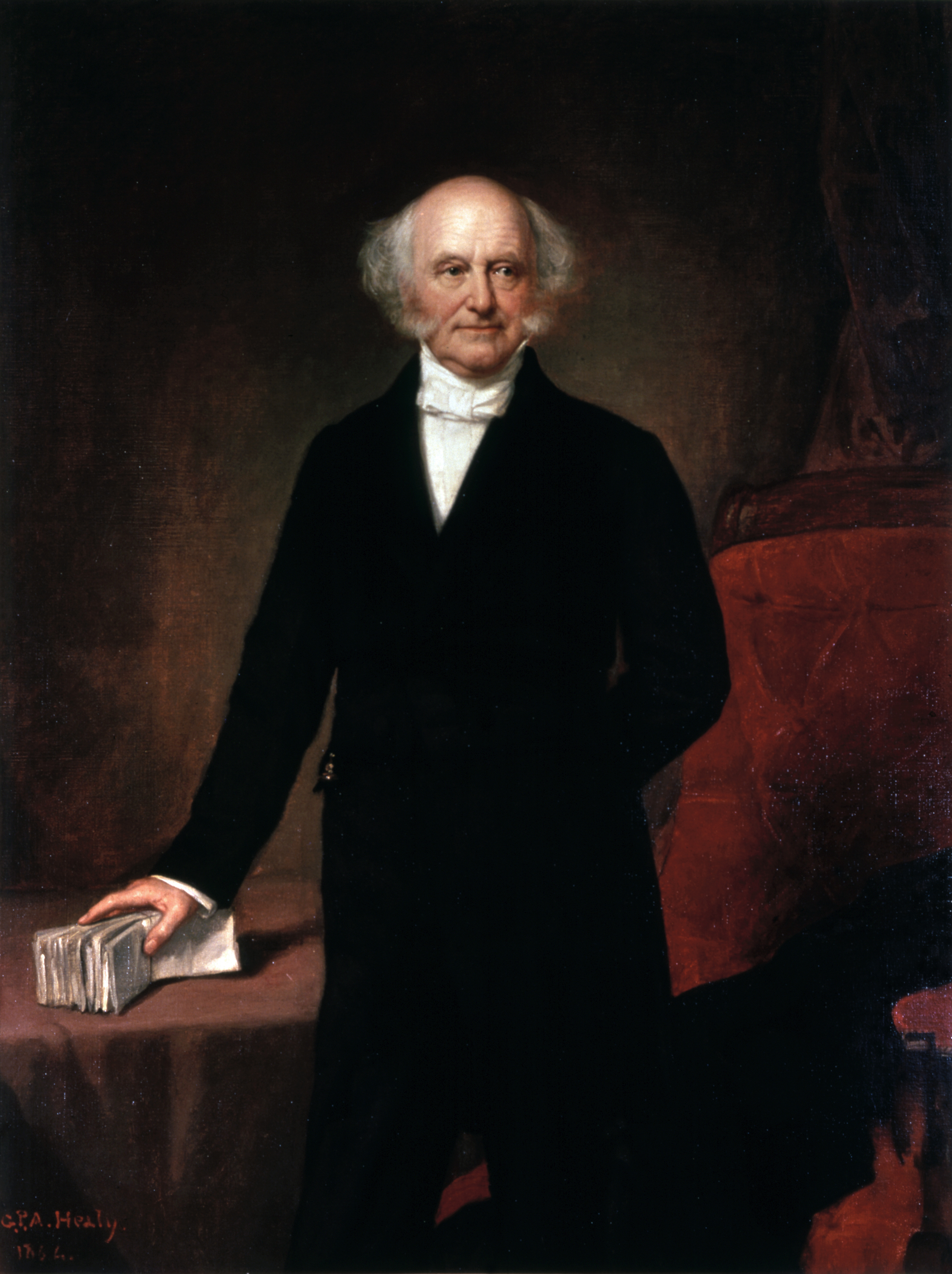
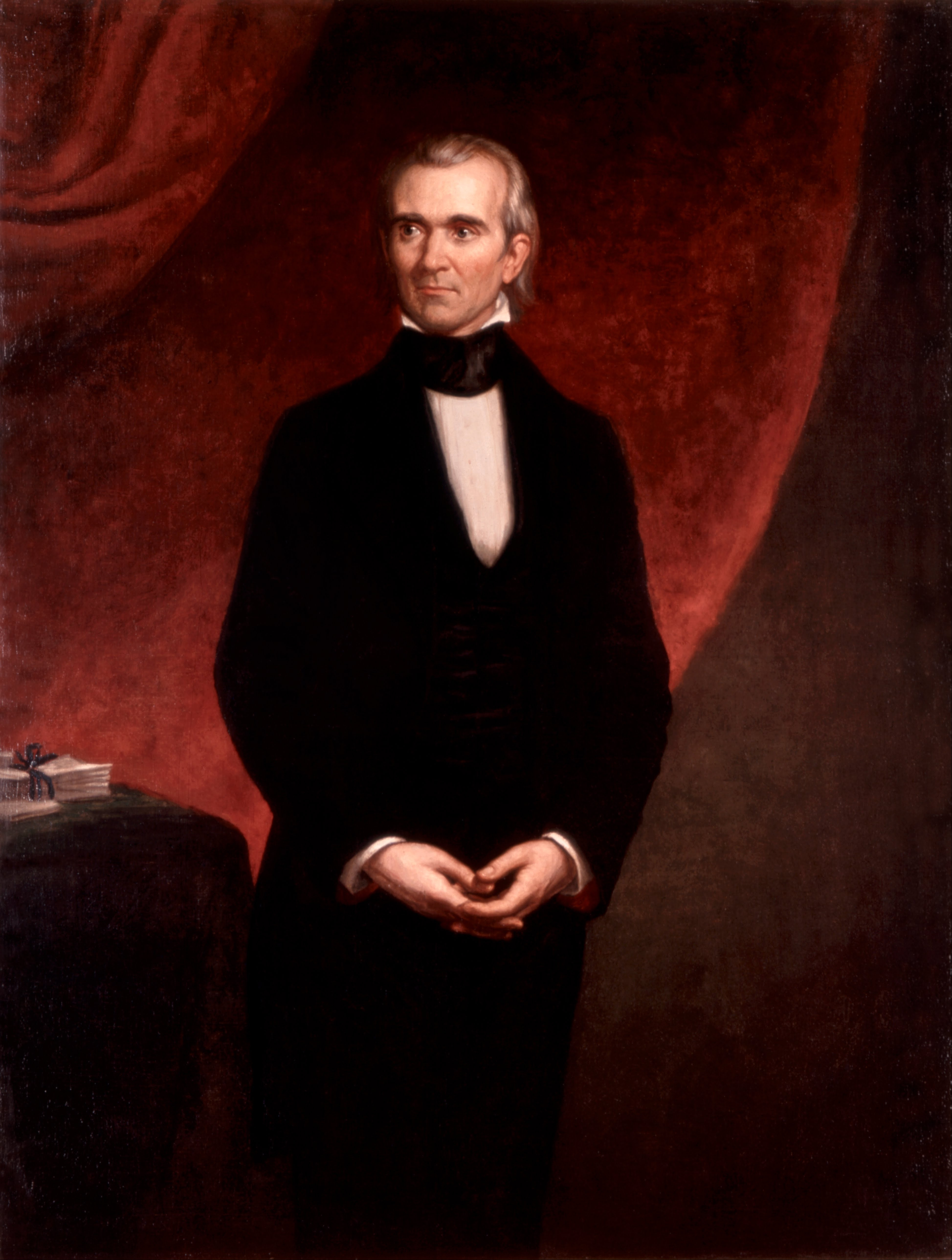
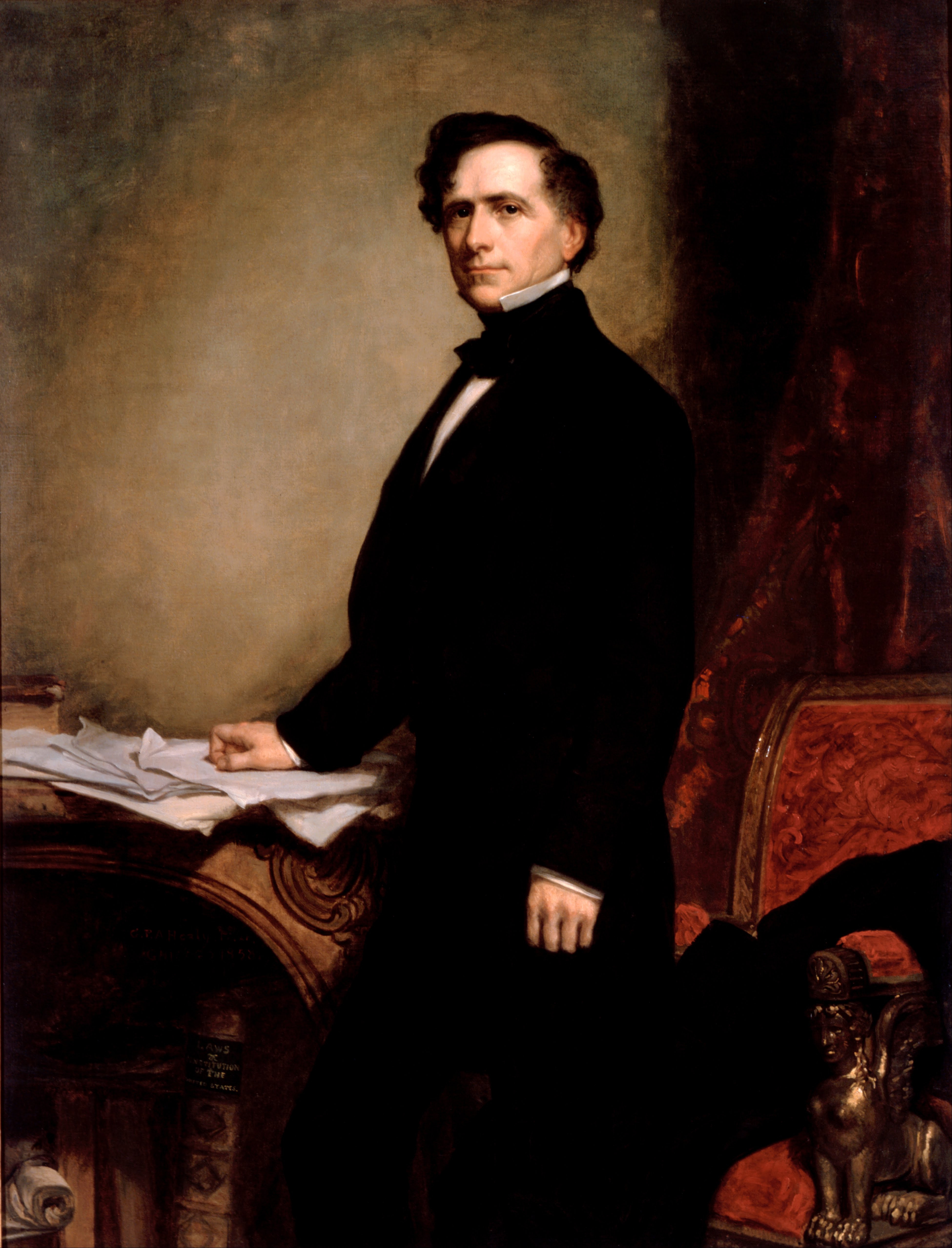
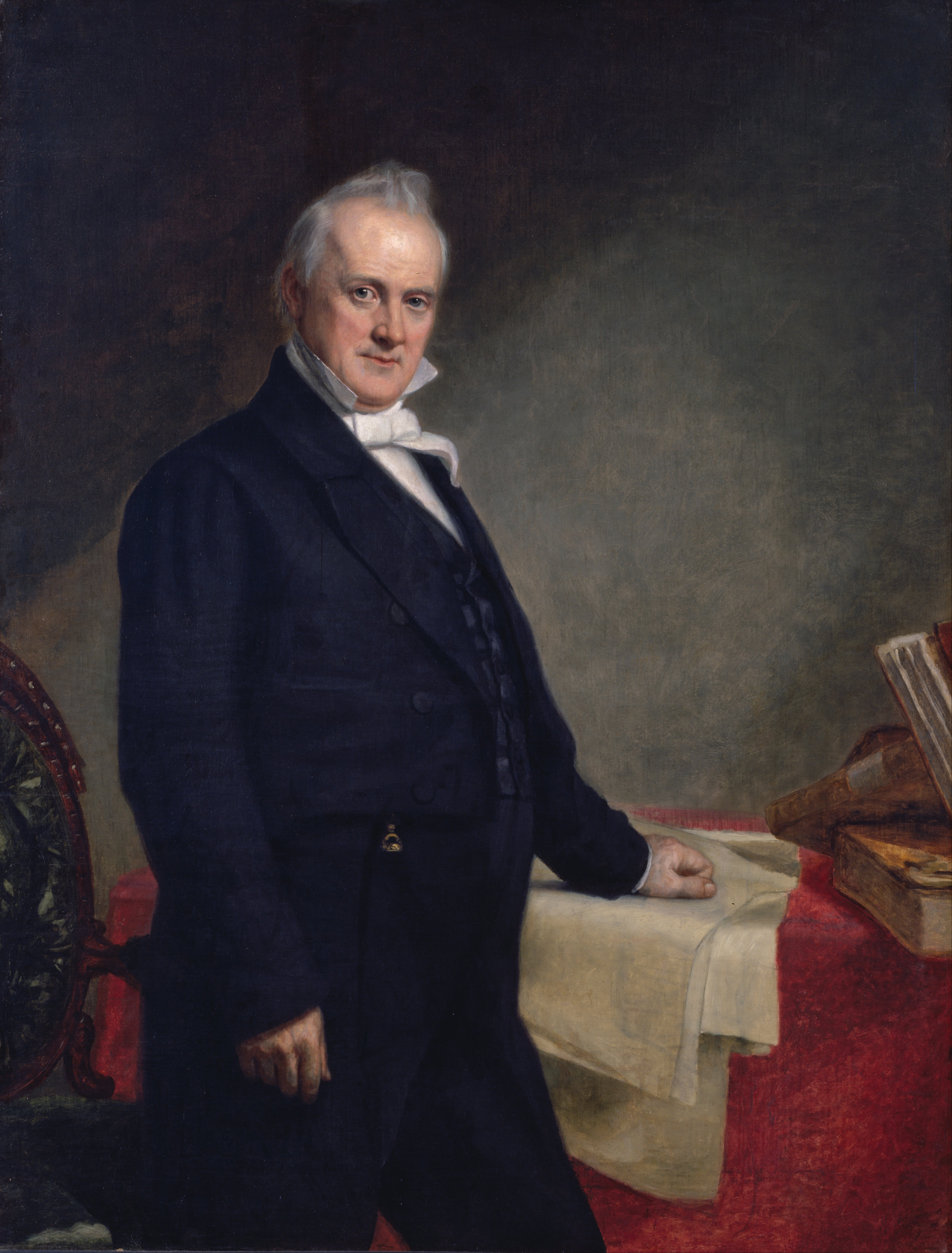
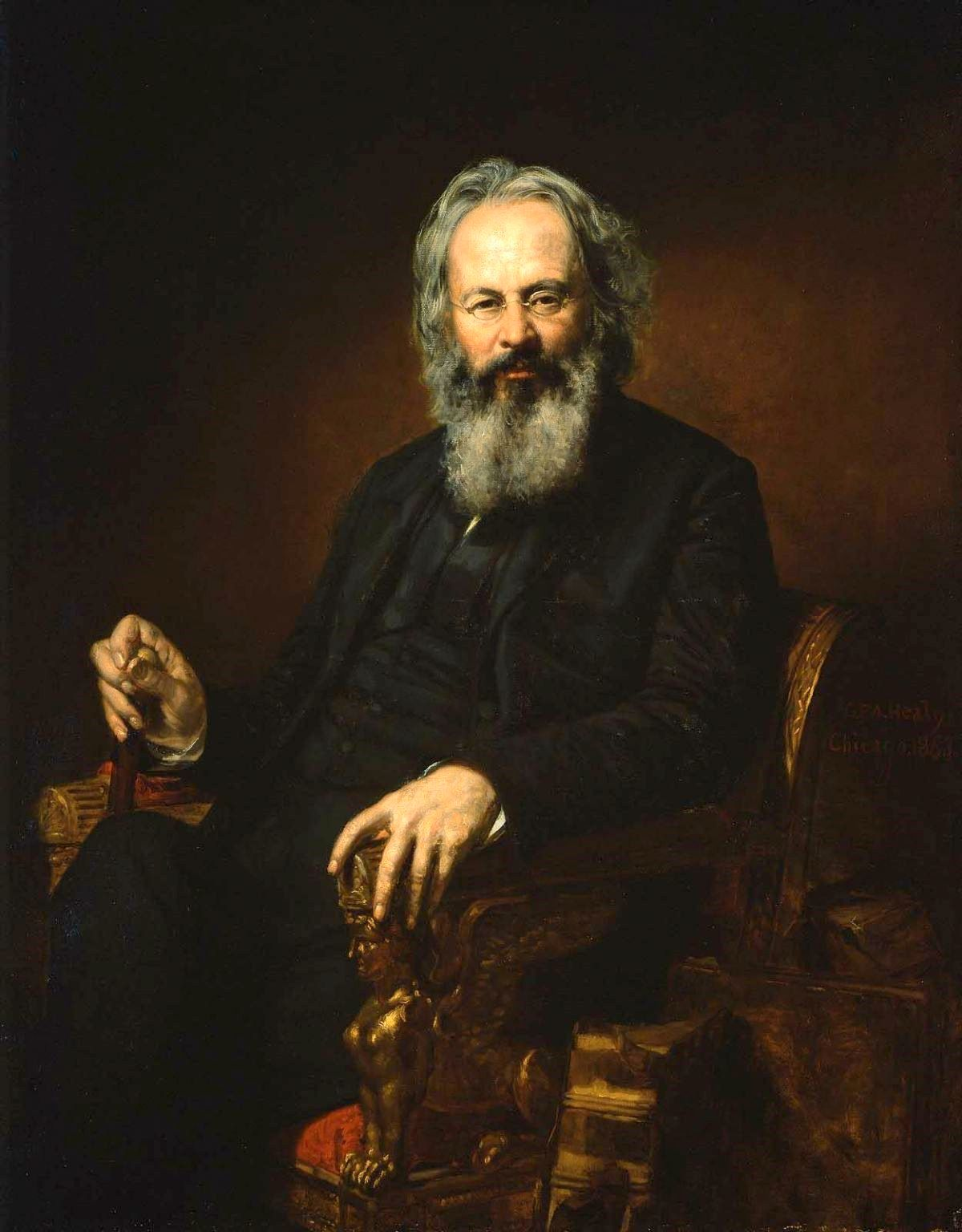
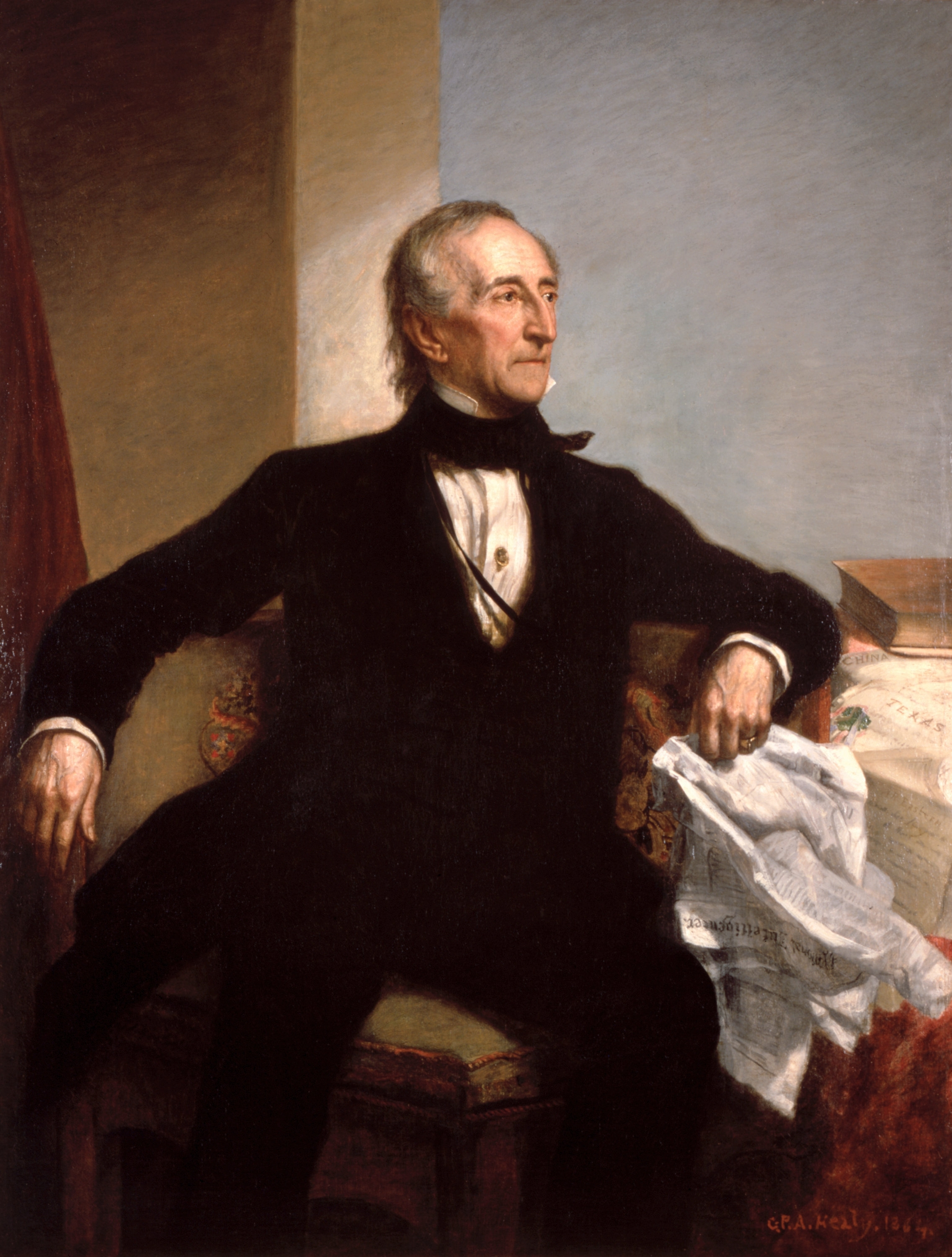
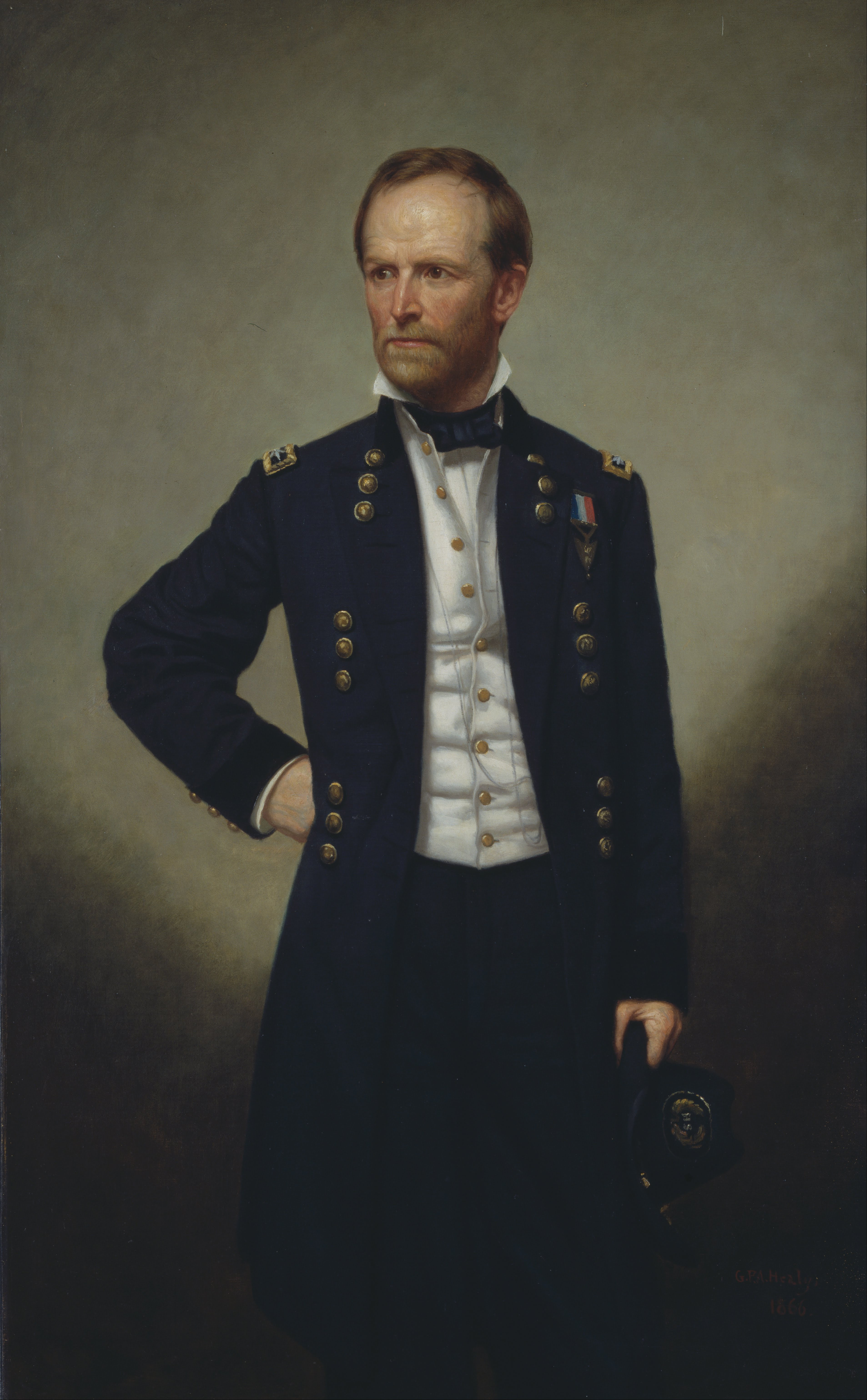
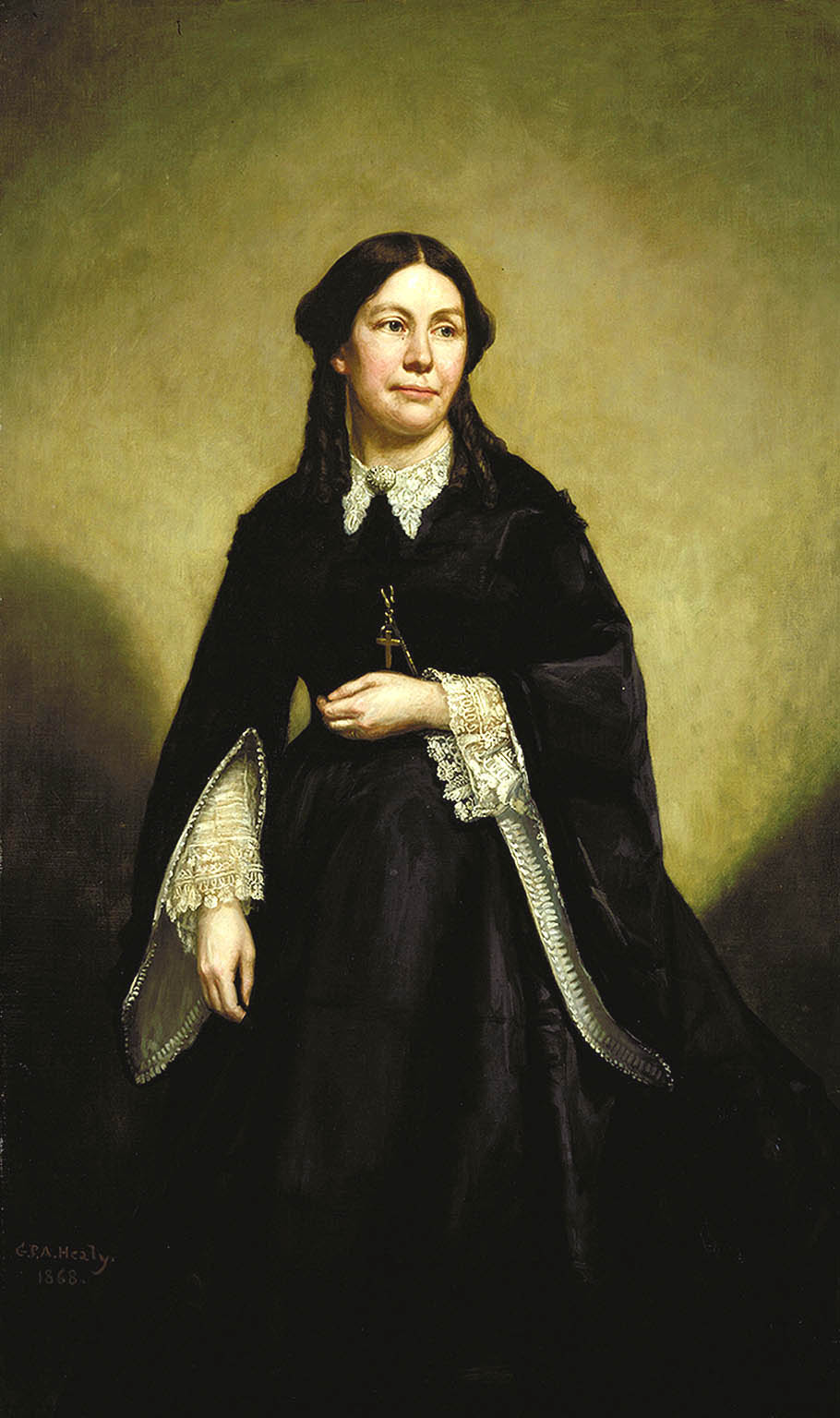
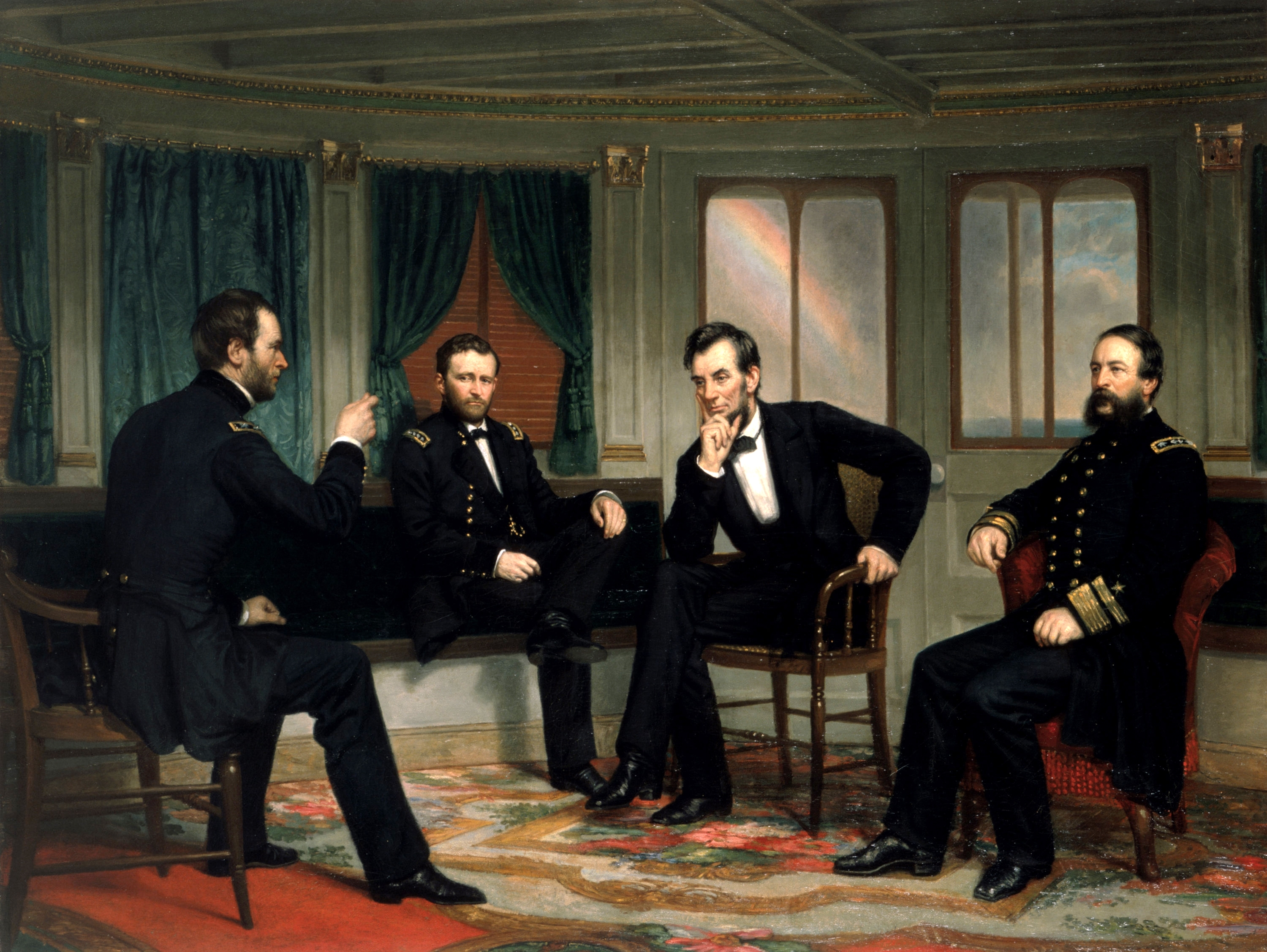
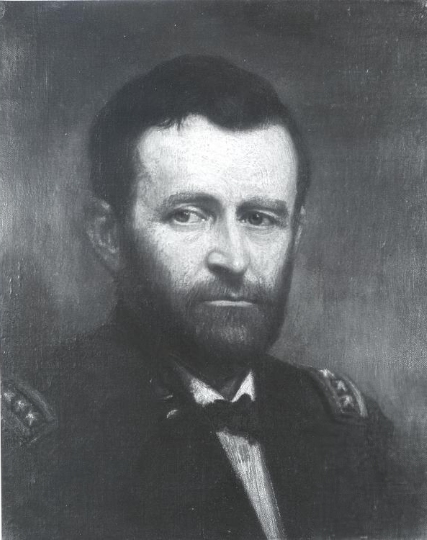
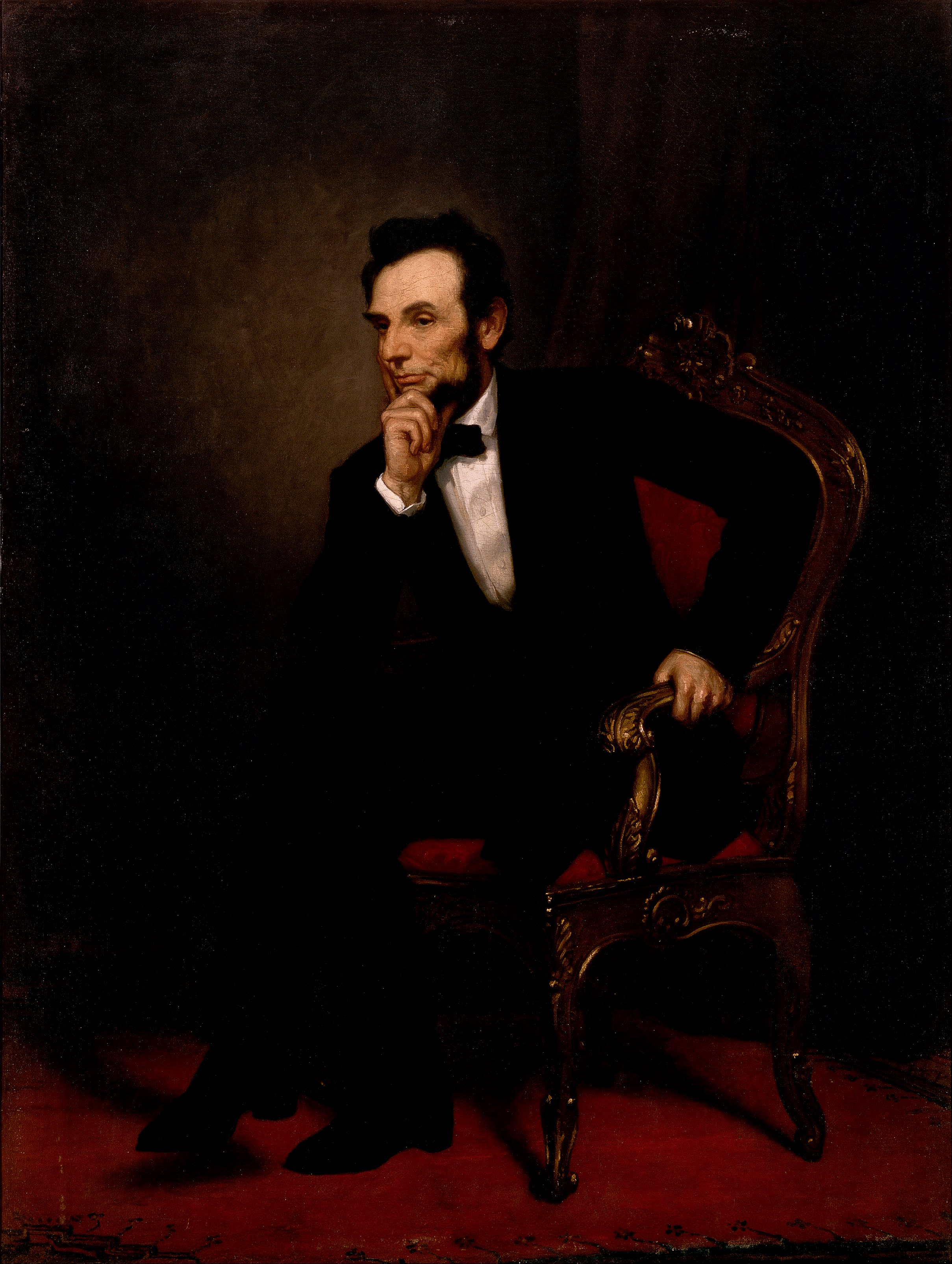
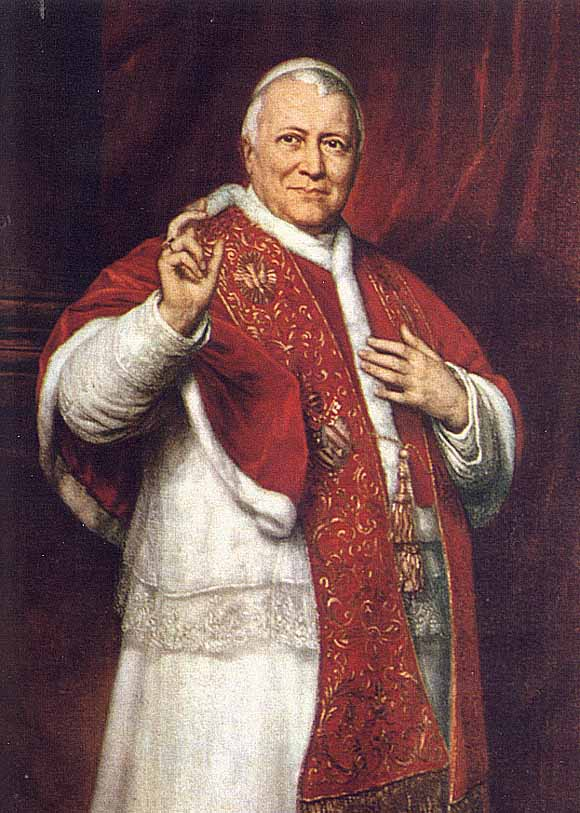
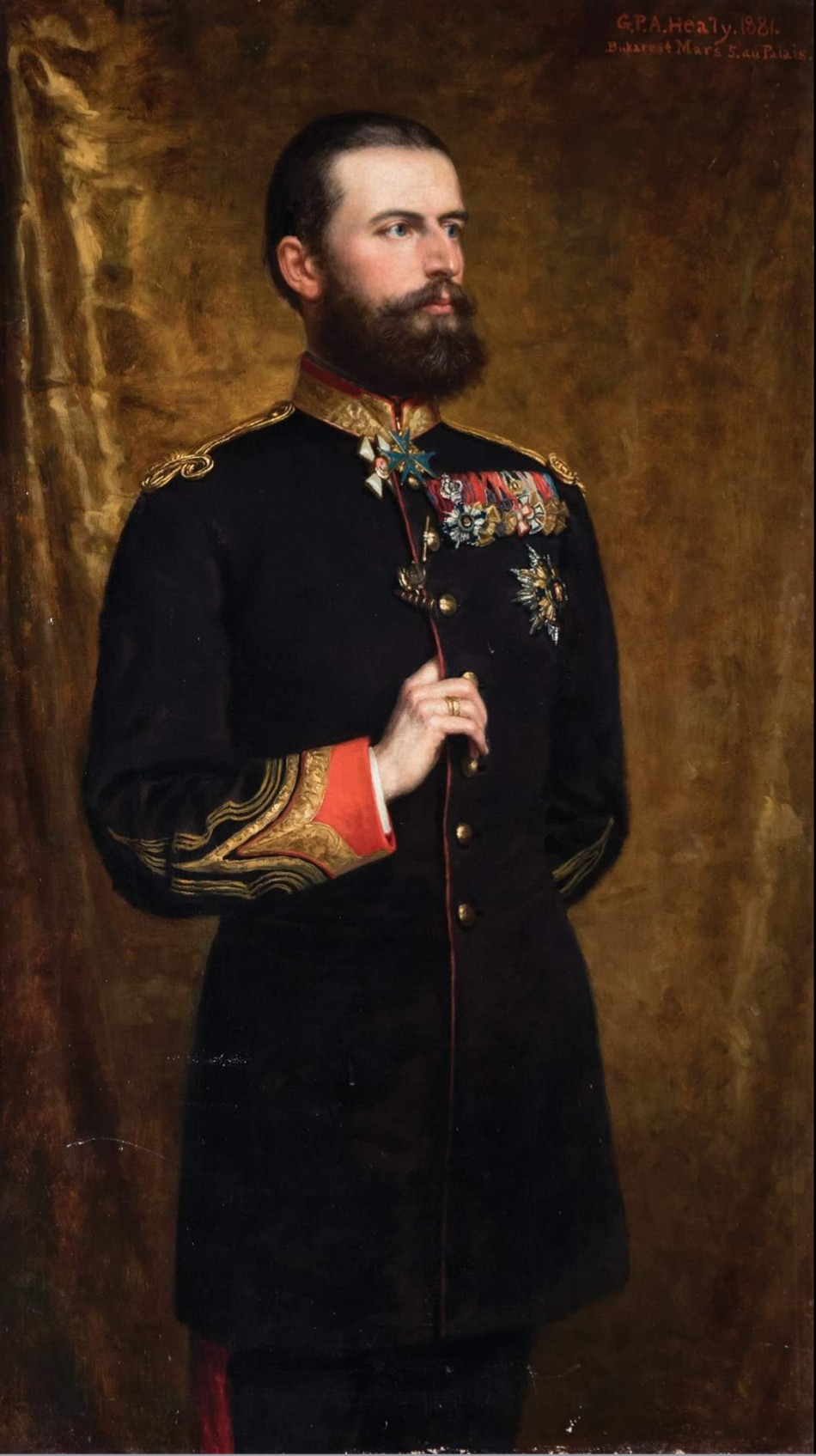
پرترهٔ نقاشی کارل یکم. پادشاه رومانی
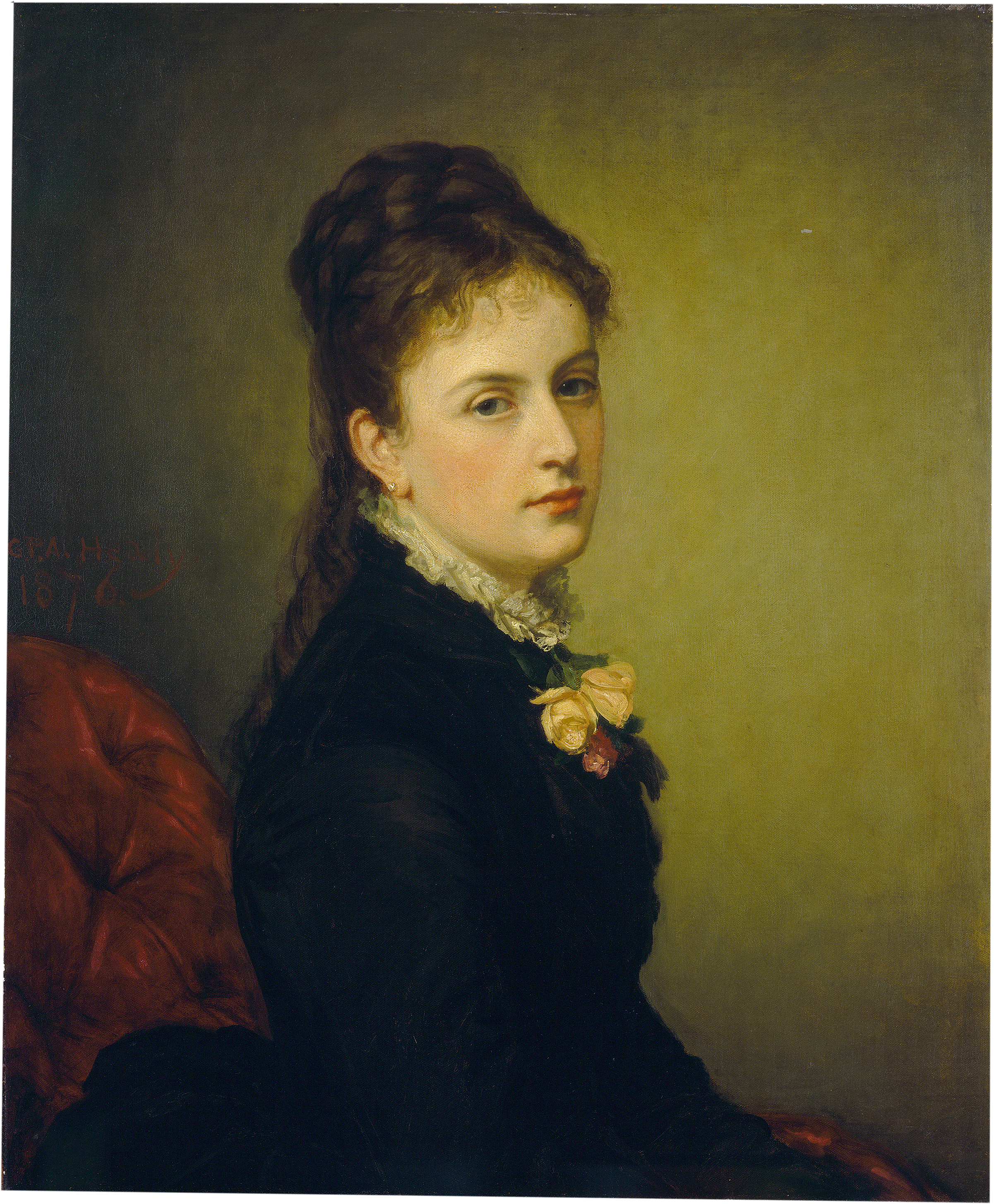
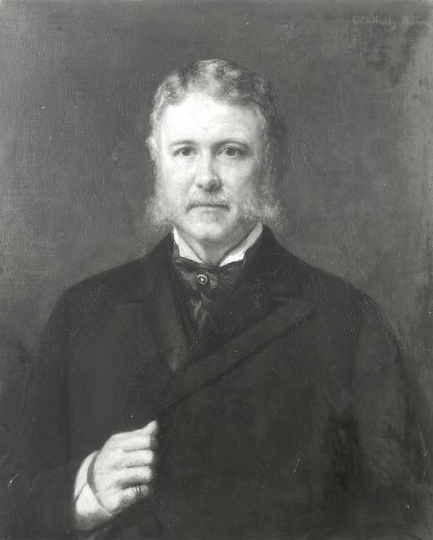
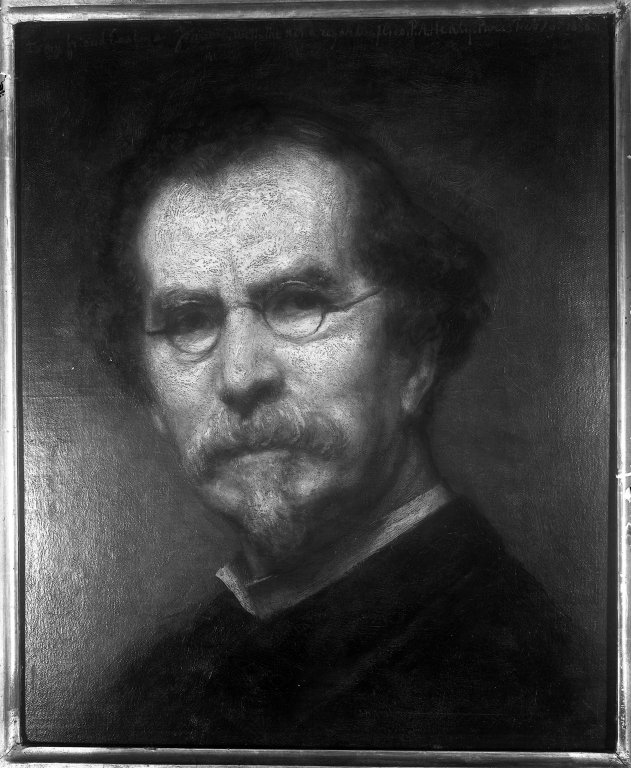